# Tevealakúak
A tevealakúak (jelentése: "bőrkeményedéses láb", latinul Tylopoda) az emlősök osztályába (Mammalia) és a párosujjú patások (Artiodactyla) alrendjébe tartoznak. Őshazájuk Dél-Amerika és Ázsia. Az alrend számos fosszíliáját fedezték fel Észak-Amerika és Eurázsia területén. A tevealakúak legelőször az Eocén időszakban jelentek meg, körülbelül 50 millió évvel ezelőtt. 
A tevealakúaknak egyetlen meglévő családja van, a tevefélék (Camelidae), amibe beletartoznak a tevék, a lámák, a guanakók, az alpakák és a vikunyák. Ez a csoport sokkal nagyobb diverzitást mutatott a múltban, és hozzá kapcsolódott rengeteg, mára már kihalt család.
A tevealakúak nem kérődzők.

## Fordítás
Ez a szócikk részben vagy egészben  a   Tylopoda című angol Wikipédia-szócikk ezen változatának fordításán alapul.  Az eredeti cikk szerkesztőit annak laptörténete sorolja fel. Ez a jelzés csupán a megfogalmazás eredetét és a szerzői jogokat jelzi, nem szolgál a cikkben szereplő információk forrásmegjelöléseként.